# Stadionul Ion Moina
Stadionul Ion Moina a fost un stadion multifuncțional din Cluj-Napoca, România. Acesta a fost folosit în special pentru meciuri de fotbal și a fost terenul propriu al echipei Universitatea Cluj. Stadionul avea o capacitate de 28.000 de locuri și a fost inaugurat în 1961.
Pe 20 noiembrie 2008, a început procesul de demolare, care urma să fie finalizat în primăvara anului 2009. La 22 noiembrie 2008, ultimul meci oficial de fotbal jucat pe acest stadion, contra echipei Mureșul Deva, s-a încheiat 0-0.
Construcția noului stadion, Cluj Arena, a început în vara anului 2009 și s-a încheiat în 2011. Acesta a fost inaugurat în 11 octombrie 2011 cu un meci amical al Universității Cluj contra lui Kuban Krasnodar.

## Istoric

### Stadionul Orășenesc Cluj

Stadionul Orașului în 1911

La 21 iulie 1908 atletul clujean Ștefan Somodi a obținut medalia de argint  la săritura în înălțime cu 188 cm, la Olimpiada de la Londra ca membru al clubului clujean KEAC (Kolozsvári Egyetemi Athlétikai Club sau Clubul Atletic Universitar Clujean). Având în vedere faptul că acesta se antrena prin curțile școlilor, edilii orașului Cluj au hotărât construirea unui stadion pe un teren din Parcul Orașului.
Construcția Stadionului Orașului, cum s-a numit inițial, a început în anul 1908. Prima tribună a Stadionului Orașului a fost confecționată din lemn și avea o capacitate de 1.500 locuri, număr extrem de mare pentru acele vremuri. Sub ea au fost amenajate vestiarele, dar și cămăruțe în care puteau locui fotbaliștii. Inaugurarea oficială a stadionului a avut loc în 1911 când o selecționată de fotbal a Clujului învingea echipa Galatasaray Istanbul cu scorul de 8-1. 

### Stadionul Ion Moina
După aproape 50 de ani, în 1960 tribuna din lemn a fost mutată la Câmpia Turzii, unde se află și în prezent pe Stadionul ISCT.
În 1961 numele stadionului a devenit Stadionul Municipal. Noua tribună a fost construită în formă de potcoavă, dupa numele echipei ce folosea arena: "U". Stadionul Municipal avea o capacitate de 28.000 locuri, clasându-se pe locul 3 în topul arenelor din România. 

### Prima renovare
Timp de 40 de ani nu s-a întamplat nimic deosebit cu stadionul redenumit „Ion Moina” la începutul anilor '90, exceptând poate inaugurarea pistei de atletism din tartan. În 2004 au început lucrările de renovare a arenei însă acestea au fost sistate de către Cosiliul Județean Cluj în 2005, după ce s-au cheltuit 8 miliarde de lei vechi, pentru consolidarea stâlpilor de susținere.

### A doua renovare
În vara anului 2007, ca urmare a promovării echipei în primul eșalon, autoritățile locale au fost nevoite să investească sume importante de bani pentru ca stadionul să poată găzdui meciuri de Liga I, conform ultimelor directive FIFA si UEFA. Starea de degradare accentuată a structurii de rezistență a permis, ca un compromis, să se folosească doar 7.600 de locuri, dintre care 4.500 pe scaune, în primele 12 rânduri din tribuna I și peluză. S-au recondiționat tribuna oficială, vestiarele, sălile pentru presă, toaletele, astfel că în luna iulie 2007 stadionul a primit avizul Direcției de licențieri din cadrul FRF.

### Demolarea
În luna februarie a anului 2008 Consiliul Județean Cluj a desemnat UTCN câștigătoare în licitația internațională organizată pentru proiectarea unui nou stadion. Societatea Proiect Carpați din București a cerut și a obținut anularea licitației contestând incompatibilitatea a doi membri din comisia de licitație. În 13 iunie 2008 UTCN a fost desemnată din nou câștigătoare a celei de-a doua licitații, organizată în urma anulării celei dintâi. Proiectul realizat de Dico și Țigănaș-Birou de Proiectare prezenta la acea dată un stadion de 30.000 locuri, cu garaje subterane pe un nivel și o pistă de atletism. Demolarea a început în toamna anului 2008 și s-a terminat în 2009.